# Catedral de San Jorge (Georgetown)
La Catedral de San Jorge (en inglés:St. George's Cathedral) es una catedral anglicana situada en Georgetown, Guyana, y es una de los iglesias de madera más altas en el mundo, con una altura de 43,5 metros (143 pies). Es la sede del obispo de Guayana San Jorge fue diseñado por Sir Arthur Blomfield y abrió el 24 de agosto de 1892. la primera piedra para la construcción del edificio religioso se colocó el 21 de noviembre de 1889.El edificio fue terminado en 1899. 

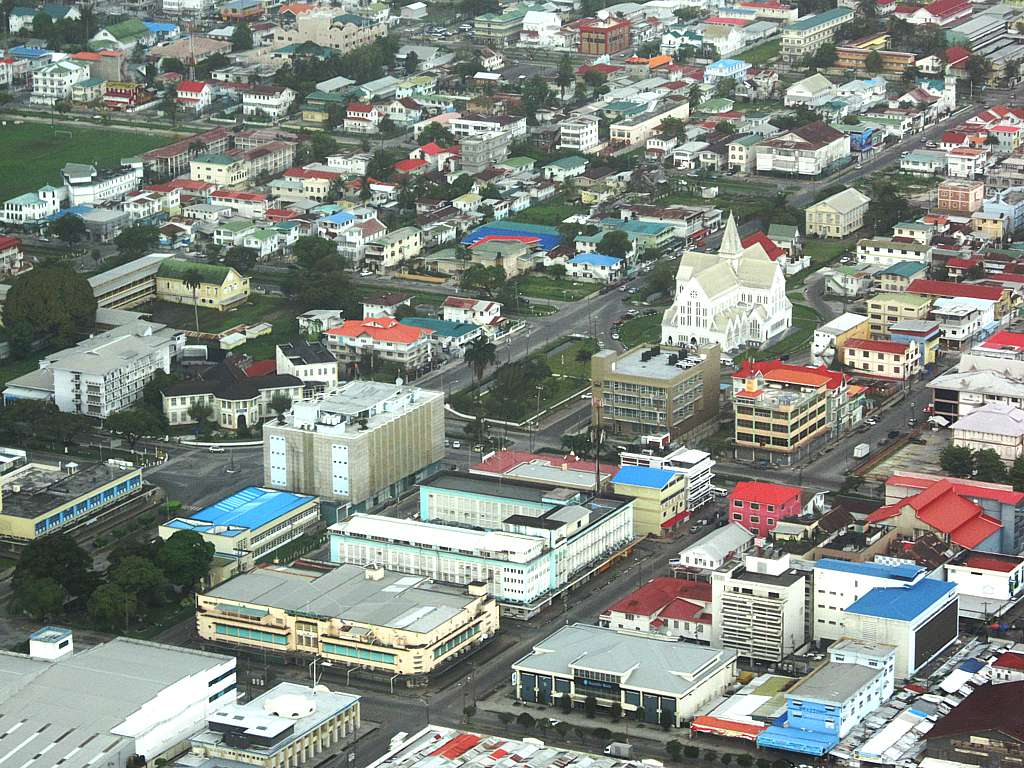
Vista aérea de la catedral y edificios de alrededor, año 2014.

Se encuentra en la calle de la iglesia en Georgetown, y ha sido declarada Monumento Nacional de Guyana. La historia de la Iglesia Anglicana de Guyana se remonta tan atrás como 1781, cuando el reverendo William Baggs, capellán de Sir George Rodney, vino a Guyana. Sin embargo, su estancia fue breve y no fue sino hasta 1796 que el impacto del anglicanismo se sentía, cuando el reverendo Francis MacMahon comenzó a celebrar servicios en una habitación en la planta baja de un edificio que estaba en el sitio de los edificios actuales del Parlamento.